# Fado (Film)
Fado ist ein deutsch-portugiesischer Kinofilm aus dem Jahre 2016. Das Liebes- und Eifersuchtsdrama ist der erste Langspielfilm von Regisseur Jonas Rothlaender, der das Drehbuch gemeinsam mit Sebastian Bleyl schrieb. Golo Euler spielt Fabian, einen Arzt aus Berlin, der seiner nach Lissabon ausgewanderten Ex-Partnerin Doro (Luise Heyer) hinterherzieht, in der Hoffnung, die Beziehung wiederbeleben zu können.
Die Uraufführung fand am 21. Januar 2016 im Wettbewerb des Filmfestivals Max Ophüls Preis in Saarbrücken statt, bei dem Rothlaender den Preis für die Beste Regie erhielt. Weitere Auszeichnungen folgten, insbesondere der Preis der Deutschen Filmkritik für das Beste Spielfilmdebüt.

## Handlung
Der junge Berliner Arzt Fabian erkennt bei einem Notarzteinsatz im Gesicht der Sterbenden eine unheimliche Ähnlichkeit zu seiner Ex-Freundin Doro, die inzwischen in Lissabon als Architektin arbeitet. Daraufhin reist er nach Lissabon, um Doro noch einmal für sich zu gewinnen. Doro reagiert zunächst irritiert, lässt sich aber noch einmal auf ihn ein.
Fabian entscheidet sich, längerfristig in Lissabon zu bleiben. Er findet eine Stelle als Notarzt für Obdachlose und lernt Portugiesisch. Unterdessen wird klar, dass Doro die frühere Beziehung beendet hatte, weil Fabian obsessiv eifersüchtig war. Dieser beteuert zwar, dass er sich geändert habe, zeigt jedoch schnell Symptome erneuter Eifersucht, vor allem auf Doros Arbeitskollegen Francisco. Bei einem Ausflug ans Meer eskaliert die Situation zwischen Fabian und Doro. Nachdem er sie zurück in Lissabon abgesetzt hat, verfolgt Fabian sie heimlich. Er beobachtet wie Doro und Francisco sich vor einem Hotel treffen und hineingehen. Fabian ist überzeugt, dass er die beiden nun in flagranti beim Sex erwischen kann. Dies stellt sich jedoch als eine weitere seiner Eifersuchts-Wahnvorstellung heraus, die dazu führt, dass Doro auf der Stelle mit ihm Schluss macht.
Scheinbar geläutert, entschuldigt sich Fabian am nächsten Tag bei Doro, und verabschiedet sich Richtung Berlin. Doch kaum hat er ihre Wohnung verlassen, beobachtet er, wie der ihm flüchtig bekannte Barkeeper Nuno bei Doros Hauseingang aufkreuzt und hineingeht. Das löst bei Fabian erneut Obsessionen aus. Er versucht diese zwar zu verdrängen, indem er mit Anita schläft, einer Finnin aus seinem Sprachkurs. Doch sein emotionaler Zustand frisst ihn innerlich auf; der Abend mit Anita geht schief.
Unter dem Vorwand, einen Pulli zu suchen, besucht Fabian erneut Doro in ihrer Wohnung. Doro gibt ihm zu verstehen, dass sie ihn nicht mehr sehen möchte. Bald danach wird Fabian aufgrund eines Fehlverhaltens bei der Obdachlosenhilfe entlassen und Doro teilt ihm telefonisch mit, dass sie mit jemand anderem zusammen ist. Fabian schleicht sich nachts in ihre Wohnung und versteckt sich, als Doro und ihr neuer Partner nach Hause kommen. Er beobachtet sie beim Sex, rastet aus, schlägt beide nieder und verlässt die Wohnung. In der Innenstadt geht Fabian in eine Disco, wo er zu What Is Love von Haddaway so exzessiv tanzt, dass er rausgeschmissen wird. Nachdem er die Türsteher weiter provoziert, wird er von diesen verprügelt. Mit blutigem Gesicht wankt er im Morgengrauen zum Tajo-Fluss, wo Realität und Vorstellung endgültig verschwimmen: Hat ein Erdbeben tatsächlich eine Tsunami-Welle im Hafen von Lissabon ausgelöst, oder sehnt sich Fabian diese nur herbei?

## Hintergrund

### Titel
Neben der Assoziation zu Lissabon und dessen von Saudade durchdrungenen Musikstil Fado, verknüpft sich der Titel des Films auch auf eine ganz andere Weise mit seiner Erzählung: »Fado« ist ein Silbenkurzwort aus den Vornamen der beiden Hauptfiguren, Fabian und Doro. Das Filmplakat deutet dies auch subtil an, indem es die beiden Silben untereinander anordnet.

### Musik
Der Film verwendet keine Eigenkompositionen, sondern acht vorbestehende Lieder. Sie werden diegetisch eingesetzt, stammen also aus einer Tonquelle innerhalb der jeweiligen Szene. Die meisten dieser Musikeinsätze sind in der Bar, in der Nuno arbeitet; es gibt aber auch die Disko-Szene, in der Fabian wie besessen zu What Is Love von Haddaway tanzt.
In Fado kommt, etwas überraschend für einen Film mit diesem Titel, nur einmal ein Fado-Lied vor, und das auch nur entfernt in den nächtlichen Gassen des Alfama-Bezirks. Hierbei handelt es sich um Sei De Um Rio, gesungen von Camané. Der Regisseur erklärt seinen sparsamen Einsatz von Fado-Musik mit dem Bedürfnis, „nicht in die Kitsch- und Klischeefalle zu tappen“:

„Wenn du als Tourist nach Lissabon kommst, ist der Besuch einer Fado-Bar eines der ersten Dinge, die dir dort als Programm angeboten werden. Gleichzeitig ist Fado-Musik für die Portugiesen in gewisser Weise ein Ausdruck des Nationalstolzes und damit ein hochsensibles Thema.“

| Titel                   | Interpret oder Band | Komponist                                         |
| ----------------------- | ------------------- | ------------------------------------------------- |
| O Velho                 | Coelho Radioactivo  | João Sarnadas                                     |
| Certas palavras         | João Bernardo       | João Bernardo                                     |
| Dance With Me           | Nouvelle Vague      | Steve Bartor, Brian James                         |
| Se eu fosse o Tom Jobim | João Bernardo       | João Bernardo                                     |
| Sei De Um Rio           | Camané              | Alain Oulman (Musik), Pedro Homem de Mello (Text) |
| Deixa-me ir             | Márcia              | Márcia                                            |
| Tardei                  | Rodrigo Amarante    | Rodrigo Amarante                                  |
| What Is Love            | Haddaway            | Dee Dee Halligan (Musik), Junior Torello (Text)   |

## Rezeption

### Festivals und Auswertung
Nach Uraufführung und Auszeichnung beim Max Ophüls Preis in Saarbrücken, hatte Fado zahlreiche weitere Festivalauftritte in In- und Ausland. Die internationale Premiere fand am 30. Januar beim Filmfestival Rotterdam statt. Beim Internationalen Filmfestival in Chicago gewann der Film in der Sektion New Directors Competition den Silver Hugo Preis. International lief er außerdem in Jeonju, Krakau, Cluj-Napoca, Moskau, Espoo, Kopenhagen, Denver, Goa und Durban.
In Deutschland gewann Fado weitere Preise beim Filmfestival Achtung Berlin (Beste Regie) und beim Studentenfilmfestival Sehsüchte in Potsdam (Bester langer Spielfilm). Er lief außerdem beim Filmkunstfest in Schwerin, dem Festival des deutschen Films in Ludwigshafen und den Nordischen Filmtagen in Lübeck.
Am 1. September 2016 folgte der deutsche Kinostart. Die TV-Erstausstrahlung in der ARD war am 30. Mai 2018.

### Kritik
Die Resonanz der deutschsprachigen Filmkritik war fast durchgehend positiv, was letztendlich in mehreren Nominierungen für den Preis der Deutschen Filmkritik 2016 gipfelte: Bester Spielfilm, Bestes Spielfilmdebüt und Luise Heyer als Beste Darstellerin. Fado gewann in der Kategorie Bestes Spielfilmdebüt, was die Jury so begründete:

„Jonas Rothlaenders erster Langspielflm „Fado“ ist das Psychogramm eines Eifersüchtigen, die Annäherung an ein Gefühl – präzise, emotional und ziemlich genial, ein sehr reifes Debüt: Realität und eine surreale Gedankenwelt verschränken sich gekonnt, die Schauspieler werden ungemein sicher geführt, jeder Satz, jede Szene, jede Metapher sitzt.“

Weitere Kritiken:

„Aus Golo Eulers fast jungenhaften Zügen sprechen zunächst einmal wenig Abgründe. Gerade dieser Bruch mit den Erwartungen erweist sich als Glücksfall: Eulers offenes, fast argloses Gesicht lädt umso mehr zur Identifikation ein und macht seine Bemühungen um ein Überwinden der Eifersucht glaubhaft.“

„Dass Fabian innerlich nicht allein romantische Schwelgerei bewegt, zeigt Jonas Rothlaender in seinem so subtil wie eindrücklich bebilderten Film von Anfang an. Eine fundamentale Verunsicherung bricht sich in unvermittelt und unkommentiert dastehenden Bildern Bahn.“

## Auszeichnungen

### Preise
- 37. Max Ophüls Preis 2016: Filmpreis der saarländischen Ministerpräsidentin für die beste Regie
- 12. Achtung Berlin Filmfestival 2016: Beste Regie & Exberliner Award
- 45. Sehsüchte Filmfestival 2016: Bester langer Spielfilm
- 52. Chicago International Film Festival 2016 Silver Hugo in der Wettbewerbskategorie New Directors Competition
- First Steps 2016: No Fear Award für Nachwuchsproduzenten, an die Producerin des Films, Tara Biere[18]
- Preis der deutschen Filmkritik 2016: Bestes Spielfilmdebüt

### Nominierungen
- 37. Max Ophüls Preis 2016: Beste Nachwuchsdarstellerin (Luise Heyer) und Bester Nachwuchsdarsteller (Golo Euler)[19]
- Preis der deutschen Filmkritik 2016: Bester Spielfilm & Beste Darstellerin (Luise Heyer)